# حمله بویش
حملهٔ بویش (به انگلیسی: sniffing attack) یا حملهٔ بویشگر (به انگلیسی: sniffer attack) در زمینه امنیت شبکه ، مربوط به سرقت یا مداخله داده ها با گرفتن ترافیک شبکه با استفاده از یک sniffer (برنامه ای است که با هدف ضبط بسته های شبکه ) است.  وقتی داده ها در بین شبکه ها انتقال می یابند، اگر بسته های داده رمزگذاری نباشند، داده های درون بسته شبکه می توانند با استفاده از sniffer خوانده شوند.   با استفاده از نرم‌افزار Sniffer، مهاجم می تواند شبکه را تجزیه و تحلیل کند و اطلاعات را به دست آورد تا نهایتاً موجب نابودی شبکه یا خرابی شود و یا ارتباطات اتفاق می افتد در سراسر شبکه را بخواند. 
به بیان دیگر اسنیفینگ (sniffing) یا شنود شبکه به حملاتی گفته می‌شود که برای به دست آوردن اطلاعات محرمانه و تحقیق در مورد موضوعات پنهانی صورت می‌گیرد. اسنیف به فرایند نظارت و گرفتن تمام بسته‌هایی گفته می‌شود که از طریق یک شبکه معین با استفاده از ابزار‌هایی که مختص این کار هستند و اصطلاحا Sniffer نامیده می‌شوند، رد و بدل می‌شوند.
حملات sniffer را می توان با بهره برداری از سیم های تلفن مقایسه کرد و در مورد مکالمه بدانید و به همین علت نیز به عنوان سرویسی در شبکه های کامپیوتری مورد استفاده قرار می گیرد .  با استفاده از ابزارهای sniffing، مهاجمان می توانند اطلاعات حساس از یک شبکه را از جمله ترافیک ایمیل (SMTP، POP، IMAP traffic)، ترافیک وب (HTTP)، ترافیک FTP (تأیید هویت تلفنی، رمزهای عبور FTP، SMB، NFS) و بسیاری موارد دیگر استفاده کنند.  ابزار Packet Sniffer معمولاً اطلاعات شبکه را بدون تغییر در بسته های شبکه خرج می کند. Sniffer های بسته فقط می توانند ترافیک را تماشا کنند ، نمایش  دهند و این اطلاعات  می تواند توسط مهاجم مورد دسترسی قرار گیرد. 
برای جلوگیری از حملات شبکه ها، سازمان ها و کاربران فردی باید از برنامه هایی که از پروتکل های ناامن استفاده می کنند، مانند احراز هویت اولیه HTTP، پروتکل انتقال فایل (FTP) و Telnet استفاده کنند.  در عوض، پروتکل های امن مانند HTTPS، پروتکل پروتکل انتقال امن (SFTP) و Secure Shell (SSH) باید ترجیح داده شوند.  در صورت لزوم برای استفاده از هر پروتکل ناامن در هر برنامه، همه انتقال داده ها باید رمزگذاری شوند.  در صورت لزوم، VPN (Virtual Private Networks) می تواند برای دسترسی امن به کاربران استفاده شود. 

جلوگیری از حملات بویش
- شبکه‌های غیر قابل اعتماد:

کاربران باید از اتصال به شبکه‌های بدون امنیت که شامل Wi-Fi عمومی رایگان است خودداری کنند.
این شبکه‌های ناامن خطرناک هستند، زیرا یک مهاجم می‌تواند یک بسته اسنیفر را مستقر کند تا با استفاده از آن کل شبکه را شنود کند. راه دیگری که مهاجم می‌تواند ترافیک شبکه را اسنیف کند ایجاد Wi-Fi عمومی جعلی و رایگان است.
- رمزگذاری:

رمزگذاری فرآیند تبدیل متن ساده به سخنگو به منظور محافظت از پیام در برابر مهاجمان است.
قبل از خروج از شبکه، اطلاعات باید رمزگذاری شود تا در برابر هکر‌هایی که به شبکه‌ها نفوذ می‌کنند محافظت شود. این امر با استفاده از یک شبکه خصوصی مجازی (VPN) حاصل می‌شود.
- اسکن و نظارت بر شبکه:

سرپرستان شبکه برای شناسایی هرگونه ترافیک مشکوک باید شبکه‌های خود را اسکن و نظارت کنند. این کار با نظارت بر پهنای باند یا ممیزی دستگاه حاصل می‌شود. در امنیت اطلاعات، هکر‌های اخلاقی همچنین از تکنیک‌های شنود برای به دست آوردن اطلاعاتی که می‌تواند با آن‌ها در سیستم نفوذ کند، استفاده می‌کنند. اگر توسط افراد حرفه‌ای مانند هکر‌های اخلاقی استفاده شود، اسنیفر‌های بسته می‌توانند در شناسایی آسیب‌پذیری‌های سیستم کمک کنند.